# Genitaler Charakter
Der Begriff Genitaler Charakter stammt von dem Psychoanalytiker Wilhelm Reich. Nach Reich verfügt der genitale Charakter über „einen geordneten Libidohaushalt“. Reich weiter: „Die Bezeichnung genitaler Charakter rechtfertigt sich durch die Tatsache, dass der genitale Primat und die orgastische Potenz gegenüber allen anderen Libidostrukturen allein den geordneten Libidohaushalt gewähren.“ Nach Auffassung von Reich führt die nicht im Orgasmus abgeführte Libido zu einer aus der libidinösen Stauung stammenden Angst. Beim genitalen Charakter „haben die periodischen orgastischen Lösungen der libidinösen Spannung des Es zur Folge, dass sich der Druck der Triebansprüche des Es auf das Ich beträchtlich vermindert.“ Das Über-Ich des genitalen Charakters zeichnet sich nach Reich dadurch aus, dass es wichtige sexualbejahende Elemente enthält. In der Folge bestehe bis zu einem hohen Grad „Einklang zwischen Es und Über-Ich.“ Reich war davon überzeugt, dass eine vollständige sexuelle Erregungsabfuhr nur über das Genitale möglich ist. Ansonsten komme es zu einer „Sexualstauung“ mit anschließender Neurosenbildung.

## Kritik an der Konzeption des genitalen Charakters
Die Konzeption des genitalen Charakters von Wilhelm Reich stammt aus den Jahren 1928–1932 und wird in der modernen psychoanalytischen Diskussion überwiegend als einseitig auf den Orgasmus fokussierend kritisiert. Die Psychoanalytikerin Janine Chasseguet-Smirgel weist darauf hin, dass es keinen nachweisbar engen Zusammenhang zwischen der Orgasmusfähigkeit und „dem Reifeniveau der Objektbeziehungen“ gebe. Auch könne der Orgasmus einen rein autoerotischen Charakter annehmen und er diene vor allem dazu, das Subjekt in seinem Existenzgefühl zu bestätigen. Nach Auffassung von Chasseguet-Smirgel diene der Orgasmus vor allem der Spannungsabfuhr und es sei daher ungerechtfertigt, ihm „eine bestimmende Rolle in einer Theorie der Genitalität“ zuzuschreiben.

## Die genitale Liebe bei Sigmund Freud
Nach Auffassung von Sigmund Freud ist die reife, genitale Liebe das Ergebnis von Wünschen, Trieben und Affekten, deren Objekt die Mutter gewesen ist, und der Gesamtheit der sexuellen Triebe, die das Kind wegen der Inzestschranke zu verdrängen und umzuwandeln gezwungen ist. Anders als Wilhelm Reich sieht Freud somit keinen engen Zusammenhang zwischen der Häufigkeit und Qualität einer sexuellen Abfuhr und der Qualität einer Liebesbeziehung. Freud war vielmehr der Ansicht, dass die „ödipale Wunde“, d. h. der Verlust des primären Narzissmus infolge der Trennung von der Mutter als das erste Liebesobjekt und die Kluft zwischen Ich und Ichideal zeitlebens bestehen bleiben. Dies sei auch der Grund, warum die Sexualität nie restlos befriedigend sein könne.